# Stazione di Sanguinetto
Stazione di Sanguinetto vasútállomás Olaszországban, Veneto régióban, Sanguinetto településen.

## Vasútvonalak
Az állomást az alábbi vasútvonalak érintik:
- Mantova-Monselice-vasútvonal

## Kapcsolódó állomások
A vasútállomáshoz az alábbi állomások vannak a legközelebb: 
- Stazione di Nogara
- Stazione di Cerea